# Armand Desmet
Armand Desmet   (Waregem, 23 de gener de 1931 - Waregem, 17 de novembre de 2012) va ser un ciclista belga que fou professional entre 1955 i 1967.
Durant la seva carrera aconseguí 19 victòries, destacant una Volta a Bèlgica i una etapa a la Volta a Espanya i al Giro d'Itàlia.

## Palmarès
- 1955
  - 1r a Kortemark
- 1957
  - 1r a Vichte
  - 1r a Sijsele
- 1958
  - 1r al Gran Premi E3
- 1959
  - 1r a la Volta a Bèlgica
  - 1r a Dendermonde
  - 1r a Waregem
- 1960
  - 1r a Boortmeerbeek
- 1961
  - Vencedor d'una etapa a la París-Niça
  - Vencedor d'una etapa a la Volta a Bèlgica
- 1962
  - 1r a Deerlijk
  - 1r al Gran Premi de Frankfurt
  - 1r a Nederbrakel
  - Vencedor d'una etapa al Giro d'Itàlia
- 1963
  - 1r a Bottelare
- 1964
  - Vencedor d'una etapa a la Volta a Espanya
- 1965
  - 1r a Vichte
- 1966
  - 1r a Ouwegem
- 1967
  - 1r a la Brussel·les-Bievene

### Resultats al Tour de França
- 1958. 33è de la classificació general
- 1959. 23è de la classificació general
- 1960. 53è de la classificació general
- 1962. 16è de la classificació general
- 1963. 5è de la classificació general
- 1964. Abandona (13a etapa)
- 1965. Abandona (21a etapa)
- 1966. 27è de la classificació general

### Resultats a la Volta a Espanya
- 1960. 2n de la classificació general
- 1964. Abandona. Vencedor d'una etapa
- 1965. 25è de la classificació general

### Resultats al Giro d'Itàlia
- 1961. Abandona
- 1962. 10è de la classificació general. Vencedor d'una etapa